# Saarenbruch-Matzwerder
Koordinaten: 51° 52′ 52″ N, 12° 20′ 49″ O

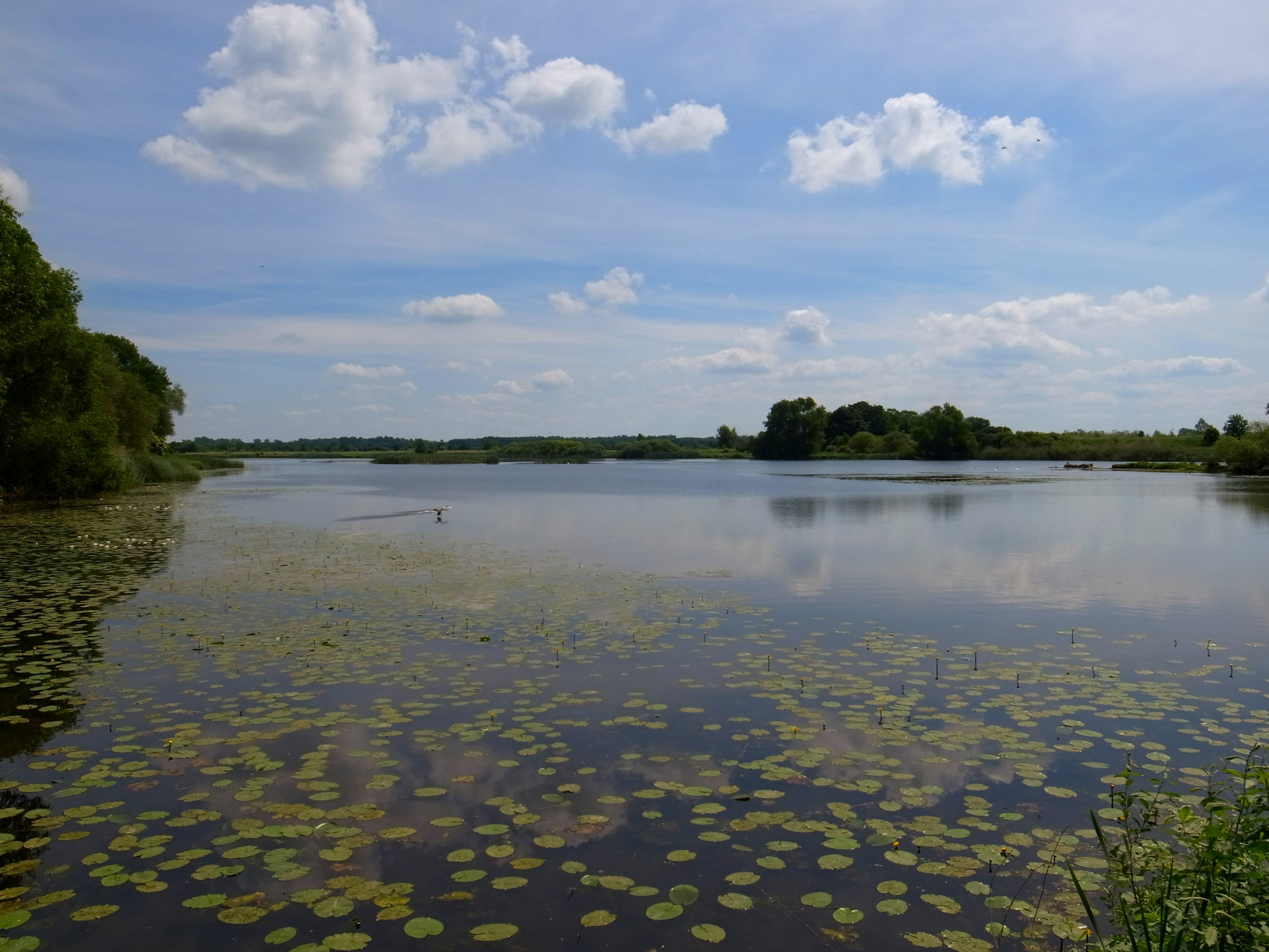
Altarm „Alte Elbe“

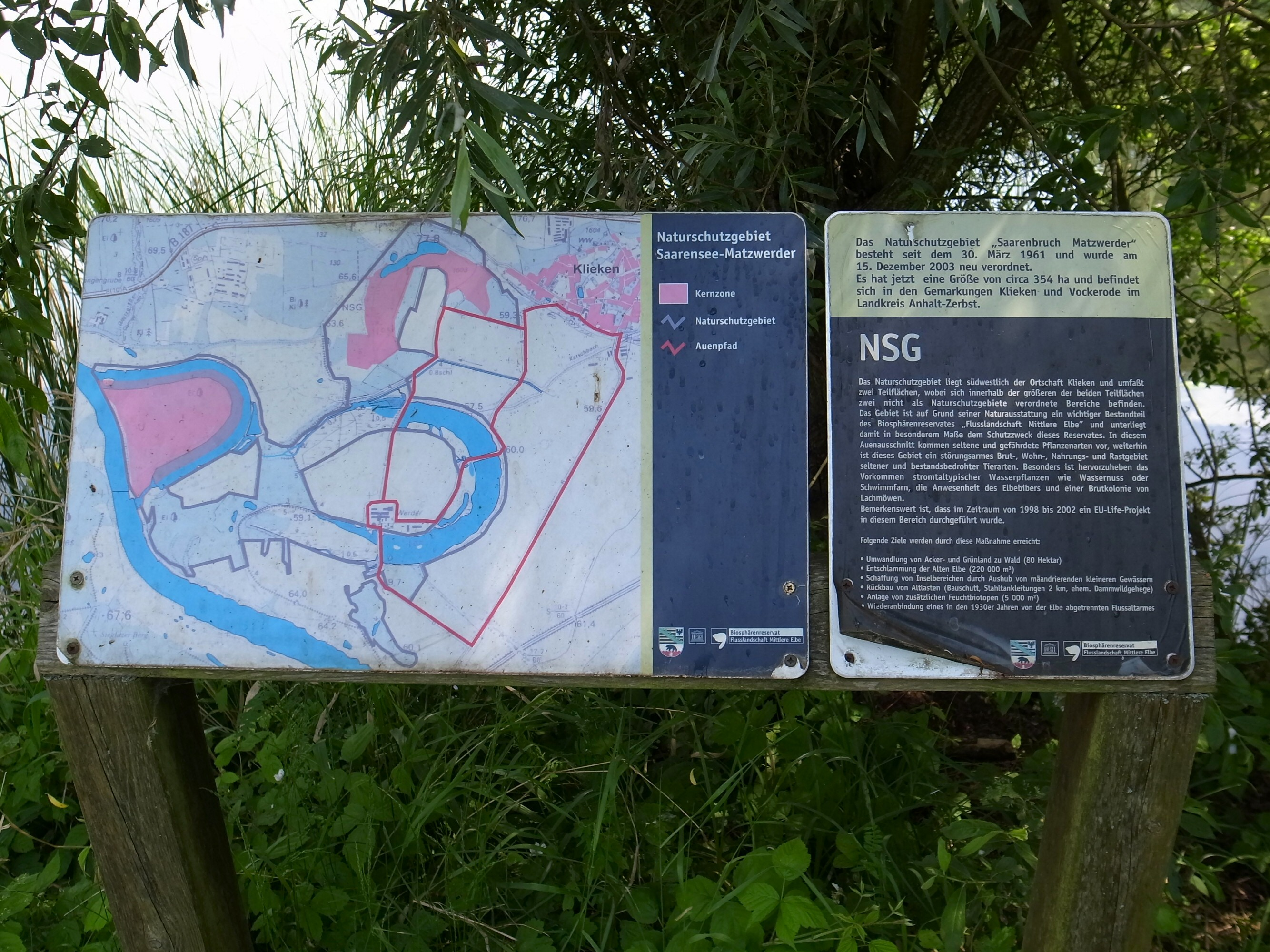
Informationstafel im Naturschutzgebiet

Saarenbruch-Matzwerder ist ein Naturschutzgebiet in den Städten Coswig (Anhalt) und Oranienbaum-Wörlitz im Landkreis Wittenberg in Sachsen-Anhalt.
Das Naturschutzgebiet mit dem Kennzeichen NSG 0095 ist etwa 354 Hektar groß. 97 Hektar des Naturschutzgebietes sind als Totalreservat ausgewiesen und ihrer natürlichen Entwicklung überlassen. Das Naturschutzgebiet ist Bestandteil des FFH-Gebietes „Dessau-Wörlitzer Elbauen“ und des EU-Vogelschutzgebietes „Mittlere Elbe einschließlich Steckby-Lödderitzer Forst“. Das Gebiet, das nahezu vollständig vom Landschaftsschutzgebiet „Mittlere Elbe“ umgeben ist, steht seit Ende 2003 unter Schutz (Datum der Verordnung: 15. Dezember 2003). In ihm ist das zum 1. Mai 1961 ausgewiesene Naturschutzgebiet „Saarenbruch“ aufgegangen. Zuständige untere Naturschutzbehörde ist der Landkreis Wittenberg.
Das aus zwei Teilflächen bestehende Naturschutzgebiet liegt zwischen Roßlau und Coswig (Anhalt) im Biosphärenreservat Flusslandschaft Elbe. Es stellt drei Altarme der Elbe, Kurzer Wurf und Alte Elbe sowie Saarensee mit der sie umgebenden Bruchlandschaft unter Schutz. Zwei Bereiche mit landwirtschaftlichen Nutzflächen und einem Gehöft, die vollständig innerhalb des Naturschutzgebietes liegen, sind aus dem Geltungsbereich der Naturschutzverordnung ausgenommen.
Kurzer Wurf und Alte Elbe werden am Ufer von Gehölzen begleitet. Der Kurze Wurf ist noch mit der Elbe verbunden, er unterliegt der natürlichen Flussdynamik. Auf der von dem Flussmäander gebildeten Insel stocken kleine Bruchwälder. Andere Bereiche werden von Grünland eingenommen. An den Kurzen Wurf schließen sich weitere Bruchwälder an, die eine Verbindung zur Alten Elbe herstellen. Die Alte Elbe ist durch Deiche von der Flussdynamik der Elbe abgetrennt. In sie mündet der Katschbach, der die Alte Elbe über ein Pumpwerk auch zum Kurzen Wurf entwässert. Die Ufer der Alten Elbe und ihre Verlandungszonen werden von Röhrichten mit Schilfrohr, Teichbinsen, Wasserschwaden, Schachtelhalm und als Schlankseggenried und Glanzgrasried ausgebildeten Rieden eingenommen. Weiterhin sind im Bereich der Alten Elbe kleinräumig Reste eines Hartholzauwaldes mit Eichen, Eschen und Ulmen vorhanden.
In den Altwassern siedeln Laichkrautgesellschaften, Krebsscherengesellschaften und Schwimmblattgesellschaften mit Wassernuss (mit besonders reichen Vorkommen im Saarensee) und Teichrose. Weiterhin siedeln Wasserschwebergesellschaften mit Teichlinsen, Schwimmfarnen, Gewöhnlichem Wasserschlauch und Sternmoos. Im Saarensee ist auch Quellmoos zu finden.
Der Saarensee im Norden des Naturschutzgebietes liegt direkt am Seeberg, der mit einem Steilhang zum Elbtal abfällt. Er wird von Grundwasser und aus Hangquellen sowie einem Graben gespeist und entwässert zur Alten Elbe. Auf dem Seeberg und seinem Steilhang stocken Kiefernforste und ein Hainbuchen-Ulmen-Hangwald. Im Bereich der Hangquellen stockt Schaumkraut-Erlenbruchwald. Der See wird von Erlenbruchwald und Erlen-Ulmenbruchwald sowie Rieden mit Wasserschierling, Sumpffarn, Rispensegge, Scheinzypergrassegge und Sumpfcalla, die in feuchte Staudenfluren übergehen, umgeben.
Das Naturschutzgebiet ist Lebensraum zahlreicher Vögel. Hier sind z. B. Rohrschwirl, Drosselrohrsänger, Schilfrohrsänger, Teichrohrsänger, Sperbergrasmücke, Beutelmeise, Schwanzmeise, Braunkehlchen, Raubwürger, Bekassine, Kiebitz, Rohrweihe, Schleiereule, Hohltaube, verschiedene Rallenarten und Kranich heimisch. Das Gebiet ist für Fisch- und Seeadler sowie verschiedene Enten- und Sägerarten, darunter Pfeifente, Spießente, Löffelente, Tafelente, Reiherente, Gänsesäger, Mittelsäger und Zwergsäger Rast- und Überwinterungsgebiet. Die Altwasser sind Lebensraum des Elbebibers.
Das Naturschutzgebiet ist überwiegend von landwirtschaftlichen Nutzflächen umgeben, die teilweise in das Naturschutzgebiet hineinreichen. Nach Westen grenzt es an die Elbe, nach Norden an Wälder und im Nordosten auch an den Ort Klieken.